# Cheiracanthium angulitarse
Cheiracanthium angulitarse es una especie de araña del género Cheiracanthium, familia Cheiracanthiidae, suborden Araneomorphae. Fue descrita científicamente por Simon en 1878.

## Distribución
Se distribuye por España, Francia, Italia, Hungría y Rumania.